# Phyxelida fanivelona
Phyxelida fanivelona är en spindelart som beskrevs av Griswold 1990. Phyxelida fanivelona ingår i släktet Phyxelida och familjen Phyxelididae.
Artens utbredningsområde är Madagaskar. Inga underarter finns listade i Catalogue of Life.